# Federazione calcistica della Cambogia
La Federazione calcistica della Cambogia (in inglese Football Federation of Cambodia, acronimo FFC) è l'ente che governa il calcio in Cambogia.
Fondata nel 1933, si affiliò alla FIFA nel 1953 e all'AFC nel 1957. Ha sede nella capitale Phnom Penh e controlla il campionato nazionale, la coppa nazionale e la Nazionale del paese.